# شانون ستيوارت
شانون ستيوارت (بالإنجليزية: Shannon Stewart)‏ هي متسابقة ملكة الجمال وعارضة أمريكية، ولدت في 6 يونيو 1984 في فرانكلين في الولايات المتحدة.

## وصلات خارجية
- الموقع الرسمي
- شانون ستيوارت على موقع IMDb (الإنجليزية)
- شانون ستيوارت على موقع قاعدة بيانات الفيلم (الإنجليزية)
- شانون ستيوارت على موقع دليل عارضات الأزياء (الإنجليزية)